# Tiếng Burushaski
Tiếng Burushaski (burū́šaskī, بروشسکی) là một ngôn ngữ tách biệt hiện diện tại Gilgit-Baltistan, Pakistan, và là ngôn ngữ của người Burusho. Thời điểm năm 2000, tiếng Burushaski có khoảng 87.000 người nói, sinh sống tại các quận Hunza-Nagar và bắc Gilgit, và tại thung lũng Yasin và Ishkoman ở bắc quận Ghizer. Ngoài ra, còn có 300 người nói tại Srinagar ở Jammu và Kashmir. Ngôn ngữ này còn được gọi là Biltum, Khajuna, Kunjut, Brushaski, Burucaki, Burucaski, Burushki, Brugaski, Brushas, Werchikwar và Miśa:ski.
Tiếng Burushaski mượn nhiều từ từ tiếng Urdu (gồm cả những từ gốc tiếng Anh và tiếng Ba Tư trong tiếng Urdu), từ các ngôn ngữ Dard lân cận như tiếng Shina và tiếng Khowar, cũng như một ít từ các ngôn ngữ Turk, từ một ngôn ngữ Hán-Tạng là tiếng Balti, và từ tiếng Wakhi và tiếng Pashto của ngữ chi Iran. Tuy vậy, phần từ vựng gốc vẫn chiếm đa số. Các ngôn ngữ Dard cũng lấy nhiều từ từ tiếng Burushaski.

## Phân loại
Đã có những đề xuất về việc xếp tiếng Burushaski vào nhiều ngữ hệ khác nhau, nhưng không đề xuất nào được đa phần các nhà ngôn ngữ học hưởng ứng.
Sau Berger (1956), tự điển American Heritage gợi ý rằng từ *abel, nghĩa là táo (apple) trong ngôn ngữ Tiền Ấn-Âu (một ngôn ngữ phục dựng), có thể là một từ mượn lấy từ ngôn ngữ tổ tiên của tiếng Burushaski. ("táo" và "cây táo" là báalt trong tiếng Burushaski hiện đại).
Có những giả thuyết về mối quan hệ giữa tiếng Burushaski và ngữ hệ Đông Bắc Kavkaz, ngữ hệ Tây Bắc Kavkaz, ngữ hệ Enisei và/hoặc ngữ hệ Ấn-Âu:
- Siêu ngữ hệ "Dené–Kavkaz" chứa tiếng Burushaski, cũng như hai ngữ hệ Bắc Kavkaz và Enisei.[9][10]
- Siêu ngữ hệ "Karasuk",[11] lại gộp tiếng Burushaski vào chung một nhánh với ngữ hệ Bắc Kavkaz,[12] và cả hai có quan hệ xa với hệ Enisei.
- Cũng có đề xuất rằng tiếng Burushaki xuất phát từ một nhánh chính của ngữ hệ Ấn-Âu, dù nó không phải họ hàng gần với các ngôn ngữ Ấn-Iran lân cận về mặt địa lý với nó hiện nay.[13][14] Ilija Casule đã nhận thấy điểm tương đồng giữa tiếng Burushaski và tiếng Phrygia đã tuyệt chủng.[15]

## Phương ngữ
Tiếng Burushaski được nói chủ yếu tại ba thung lũng: Hunza, Nagar, và Yasin. Phương ngữ Hunza và Nagar có hơi khác biệt, nhưng rõ ràng vẫn là chung một ngôn ngữ. Phương ngữ Yasin, còn có tên Werchikwar, có nhiều khác biệt hơn hẳn. Người nói phương ngữ Hunza-Nagar và người nói phương ngữ Yasin sẽ có nhiều khó khăn trong giao tiếp. Yasin đôi khi được xem là một ngôn ngữ riêng. Yasin ít bị ảnh hưởng bởi các ngôn ngữ xung quanh nhất, tuy người nói nó vẫn thành thục tiếng Khowar. Số người nói tiếng Yasin chiếm khoảng 1/4 tổng số người nói tiếng Burushaski.